# Svensk läkemedelsstandard
Svensk läkemedelsstandard (SLS), innehåller de standarder som gäller för läkemedel som används alternativt kommer att godkännas för användning i Sverige under gällande år. SLS sammanställs av Svenska farmakopékommittén, som finns hos Läkemedelsverket.